# Coppa Italia Lega Pro 2014-2015
La Coppa Italia Lega Pro 2014-2015 è stata una competizione di calcio italiana a cui hanno partecipano 59 delle 60 squadre partecipanti al campionato di Lega Pro 2014-2015 (è escluso unicamente l'Arezzo, ultimo ripescato in categoria). È iniziata il 7 agosto 2014 per concludersi il 22 aprile 2015 con la vittoria del Cosenza.

## Formula
Sono state ammesse alla competizione le squadre regolarmente iscritte al campionato unico di Lega Pro 2014-2015, ad eccezione dell'Arezzo in quanto la società toscana è stata ripescata dalla Serie D quando la manifestazione era già iniziata. La competizione si è divisa nelle seguenti fasi:
- Fase eliminatoria a gironi: vi hanno partecipato le 32 squadre che non hanno preso parte alla Coppa Italia maggiore. Le squadre sono state suddivise in 10 gironi di tre squadre (con gare di sola andata) ed uno da due squadre (con gare di andata e ritorno).[1] La vincente di ogni girone si è qualificata per la fase finale.
- Fase finale: hanno partecipato 38 squadre: le 27 ammesse di diritto (in quanto partecipanti anche alla Coppa Italia maggiore) e le 11 vincitrici degli altrettanti gironi della fase eliminatoria. Si è svolta secondo la formula dell'eliminazione diretta, con un tabellone predeterminato su accoppiamenti guidati dal criterio di vicinanza geografica.
  - Primo turno: è stato disputato solo da 12 delle 38 squadre, che si sono affrontate in 6 partite di sola andata per ridurre il numero delle partecipanti da 38 a 32; il fattore campo è determinato per sorteggio.
  - Sedicesimi di finale: sono stati disputati dalle 6 vincenti del primo turno e dalle 26 che non hanno partecipato al primo turno; si sono giocate 16 partite di sola andata, con fattore campo determinato per sorteggio.
  - Ottavi e quarti di finale: le squadre rimaste si sono affrontate in partite di sola andata. La squadra ospitante è stata determinata per sorteggio.
  - Semifinali e finale: le squadre si sono affrontate in partite di andata e ritorno. La squadra ospitante la partita di andata è stata determinata per sorteggio.

## Fase eliminatoria a gironi

### Girone A
| Squadra       | P.ti | G | V | N | P | GF | GS | DR |
| ------------- | ---- | - | - | - | - | -- | -- | -- |
| Lumezzane     | 4    | 2 | 1 | 1 | 0 | 4  | 2  | +2 |
| Giana Erminio | 3    | 2 | 1 | 0 | 1 | 3  | 3  | 0  |
| Pro Patria    | 1    | 2 | 0 | 1 | 1 | 3  | 5  | -2 |

| Arbitro: | Daniel Amabile (Vicenza) |

|                     |           |  |
| Djiby 62’ Alimi 89’ | Marcatori |  |

| Arbitro: | Luca Massimi (Termoli) |

|                                    |           |             |
| Marotta 17’ Bonalumi 32’ Perna 70’ | Marcatori | 75’ Terrani |

| Arbitro: | Andrea Giuseppe Zanonato (Vicenza) |

|                              |           |                             |
| Terrani 30’ Guglielmotti 49’ | Marcatori | 28’ Baldassin 75’ Franchini |

### Girone B
| Squadra      | P.ti | G | V | N | P | GF | GS | DR |
| ------------ | ---- | - | - | - | - | -- | -- | -- |
| Pavia        | 6    | 2 | 2 | 0 | 0 | 4  | 2  | +2 |
| Reggiana     | 3    | 2 | 1 | 0 | 1 | 2  | 2  | 0  |
| Pro Piacenza | 0    | 2 | 0 | 0 | 2 | 1  | 3  | -2 |

| Arbitro: | Emanuele Mancini (Fermo) |

|  |           |           |
|  | Marcatori | 83’ Siega |

| Arbitro: | Nicolò Sprezzola (Mestre) |

|                              |           |            |
| Ghiringhelli 30’ Carraro 77’ | Marcatori | 75’ Pasaro |

| Arbitro: | Paride De Angeli (Abbiategrasso) |

|          |           |                                |
| Siega 7’ | Marcatori | 38’ Ferretti 69’ Soncin (rig.) |

### Girone C
| Squadra      | P.ti | G | V | N | P | GF | GS | DR |
| ------------ | ---- | - | - | - | - | -- | -- | -- |
| Mantova      | 4    | 2 | 1 | 1 | 0 | 3  | 1  | +2 |
| Real Vicenza | 4    | 2 | 1 | 1 | 0 | 4  | 3  | +1 |
| Pordenone    | 0    | 2 | 0 | 0 | 2 | 2  | 5  | -3 |

| Arbitro: | Lorenzo Bertani (Pisa) |

|                      |           |  |
| Zanetti 19’ Rivi 64’ | Marcatori |  |

| Arbitro: | Lorenzo Maggioni (Lecco) |

|                         |           |                               |
| Paladin 23’ Placido 30’ | Marcatori | 13’, 68’ Bruno 40’ Dalla Bona |

| Arbitro: | Riccardo Baldicchi (Città di Castello) |

|           |           |             |
| Bruno 32’ | Marcatori | 41’ Sartore |

### Girone D
| Squadra    | P.ti | G | V | N | P | GF | GS | DR |
| ---------- | ---- | - | - | - | - | -- | -- | -- |
| SPAL       | 4    | 2 | 1 | 1 | 0 | 1  | 0  | +1 |
| San Marino | 2    | 2 | 0 | 2 | 0 | 1  | 1  | 0  |
| Forlì      | 1    | 2 | 0 | 1 | 1 | 1  | 2  | -1 |

| Arbitro: | Gianni Bichisecchi (Livorno) |

|           |           |           |
| Forte 26’ | Marcatori | 39’ Sensi |

| Arbitro: | Fabio Schirru (Nichelino) |

|              |           |  |
| Fioretti 51’ | Marcatori |  |

| Serravalle 23 agosto 2014, ore 20:30 CEST | San Marino | 0 – 0 | SPAL | Stadio Olimpico |

### Girone E
| Squadra   | P.ti | G | V | N | P | GF | GS | DR |
| --------- | ---- | - | - | - | - | -- | -- | -- |
| Pistoiese | 2    | 2 | 0 | 2 | 0 | 1  | 1  | 0  |
| Lucchese  | 2    | 2 | 0 | 2 | 0 | 1  | 1  | 0  |
| Carrarese | 2    | 2 | 0 | 2 | 0 | 0  | 0  | 0  |

| Carrara 9 agosto 2014, ore 20:30 CEST | Carrarese               | 0 – 0 referto | Lucchese | Stadio dei Marmi\| Arbitro: \| Matteo Proietti (Terni) \| |
| Arbitro:                              | Matteo Proietti (Terni) |               |          |                                                           |

| Pistoia 14 agosto 2014, ore 18:00 CEST | Pistoiese                | 0 – 0 referto | Carrarese | Stadio Marcello Melani\| Arbitro: \| Antonio Rapuano (Rimini) \| |
| Arbitro:                               | Antonio Rapuano (Rimini) |               |           |                                                                  |

| Arbitro: | Niccolò Pagliardini (Arezzo) |

|             |           |             |
| Lo Sicco 3’ | Marcatori | 37’ Di Bari |

### Girone F
| Squadra    | P.ti | G | V | N | P | GF | GS | DR |
| ---------- | ---- | - | - | - | - | -- | -- | -- |
| Lupa Roma  | 6    | 2 | 1 | 0 | 0 | 4  | 0  | +4 |
| Tuttocuoio | 3    | 2 | 1 | 0 | 1 | 3  | 2  | +1 |
| Grosseto   | 0    | 2 | 0 | 0 | 1 | 0  | 5  | -5 |

| Arbitro: | Davide Andreini (Forlì) |

|  |           |                                 |
|  | Marcatori | 82’ Perrulli 90+4’ Mastropietro |

| Arbitro: | Francesco Fourneau (Roma) |

|  |           |                               |
|  | Marcatori | 63’, 82’ Colombo 89’ Salustri |

| Arbitro: | Francesco Catona (Reggio Calabria) |

|                             |           |  |
| Pasqualoni 43’ Scibilia 88’ | Marcatori |  |

### Girone G
| Squadra | P.ti | G | V | N | P | GF | GS | DR |
| ------- | ---- | - | - | - | - | -- | -- | -- |
| Ascoli  | 6    | 2 | 2 | 0 | 0 | 9  | 6  | +3 |
| Ancona  | 3    | 2 | 1 | 0 | 1 | 4  | 5  | -1 |
| Gubbio  | 0    | 2 | 0 | 0 | 2 | 3  | 5  | -2 |

| Arbitro: | Paolo Formato (Benevento) |

|                                |           |                                               |
| Mancosu 4’ Cais 18’ Rosato 50’ | Marcatori | 35’ Pirrone 47’ Addae 69’ Carpani 89’ Mengoni |

| Arbitro: | Di Martino (Terni) |

|            |           |  |
| Paponi 11’ | Marcatori |  |

| Arbitro: | Marco Piccinini (Forlì) |

|                                                                   |           |                                  |
| Mustacchio 13’ Mengoni 29’ Perez 45+1’ Berrettoni 47’ Chiricò 56’ | Marcatori | 40’ Tulli 73’ Gelonese 90’ Pizzi |

### Girone H
| Squadra           | P.ti | G | V | N | P | GF | GS | DR |
| ----------------- | ---- | - | - | - | - | -- | -- | -- |
| Ischia Isolaverde | 4    | 2 | 1 | 1 | 0 | 3  | 2  | +1 |
| Melfi             | 3    | 2 | 1 | 0 | 1 | 2  | 2  | 0  |
| Foggia            | 1    | 2 | 0 | 1 | 1 | 1  | 2  | -1 |

| Arbitro: | Andrea Mei (Pesaro) |

|  |           |               |
|  | Marcatori | 90+2’ Libutti |

| Arbitro: | Valerio Colarossi (Roma) |

|          |           |              |
| Cruz 80’ | Marcatori | 67’ Leonetti |

| Arbitro: | Dionisi (Aquila) |

|             |           |                                            |
| Agnello 73’ | Marcatori | 22’ Ingretolli 62’ Antonio Bacio Terracino |

### Girone I
| Squadra  | P.ti | G | V | N | P | GF | GS | DR |
| -------- | ---- | - | - | - | - | -- | -- | -- |
| Barletta | 6    | 2 | 2 | 0 | 0 | 2  | 0  | +2 |
| Paganese | 3    | 2 | 1 | 0 | 1 | 2  | 2  | 0  |
| Savoia   | 0    | 2 | 0 | 0 | 2 | 1  | 3  | -2 |

| Arbitro: | Giovanni Luciano (Lamezia Terme) |

|                            |           |                   |
| Herrera 26’ Caccavallo 60’ | Marcatori | 80’ (rig.) Scarpa |

| Arbitro: | Antonello Balice (Termoli) |

|  |           |              |
|  | Marcatori | 50’ Floriano |

| Arbitro: | Edoardo Paolini (Ascoli Piceno) |

|                     |           |  |
| Floriano 35’ (rig.) | Marcatori |  |

### Girone L
| Squadra       | P.ti | G | V | N | P | GF | GS | DR |
| ------------- | ---- | - | - | - | - | -- | -- | -- |
| Matera        | 4    | 2 | 1 | 1 | 0 | 4  | 2  | +2 |
| Martina       | 2    | 2 | 0 | 2 | 0 | 3  | 3  | 0  |
| Vigor Lamezia | 1    | 2 | 0 | 1 | 1 | 3  | 5  | -2 |

| Arbitro: | Aristide Capraro (Cassino) |

|                                  |           |            |
| Madonia 1’ Letizia 40’ Cuffa 70’ | Marcatori | 62’ Puccio |

| Arbitro: | Giampaolo Mantelli (Brescia) |

|                                           |           |                   |
| Del Sante 62’ (rig.) Improta 90+4’ (rig.) | Marcatori | 33’, 80’ Carretta |

| Arbitro: | Giuseppe Strippoli (Bari) |

|            |           |             |
| Caruso 70’ | Marcatori | 28’ Coletti |

### Girone M
| Squadra         | P.ti | G | V | N | P | GF | GS | DR |
| --------------- | ---- | - | - | - | - | -- | -- | -- |
| Torres          | 6    | 2 | 2 | 0 | 0 | 9  | 0  | +9 |
| Aversa Normanna | 0    | 2 | 0 | 0 | 2 | 0  | 9  | -9 |

| Arbitro: | Vito Mastrodonato (Molfetta) |

|  |           |                                            |
|  | Marcatori | 9’ Bottone 50’, 52’ Rubino 56’ Santaniello |

| Arbitro: | Daniele Viotti (Tivoli) |

|                                                          |           |  |
| Pizza 9’ Cafiero 30’ Maiorino 43’, 55’ Rubino 73’ (rig.) | Marcatori |  |

## Fase a eliminazione diretta
Alla Fase Finale partecipano 38 società di cui 11 qualificate nella Fase Eliminatoria e le 27 che hanno partecipato alla Coppa Italia organizzata dalla Lega Nazionale Professionisti Serie A.

### Primo turno
Si disputa in gara secca l'8 ottobre 2014.
| Squadra 1   | Risultato | Squadra 2     |
| ----------- | --------- | ------------- |
| Alessandria | 3 - 0     | Savona        |
| Südtirol    | 0 - 2     | Feralpisalò   |
| Prato       | 3 - 0     | Santarcangelo |
| Casertana   | 2 - 0     | Lupa Roma     |
| Matera      | 2 - 1     | Barletta      |
| Catanzaro   | 1 - 3     | Cosenza       |

| Arbitro: | Massimi (Termoli) |

|                            |           |  |
| Guazzo 5’ Rantier 50’, 68’ | Marcatori |  |

| Arbitro: | Mancini (Fermo) |

|                         |           |  |
| Cunzi 60’ Ricciardo 79’ | Marcatori |  |

| Arbitro: | Ranaldi (Tivoli) |

|              |           |                                       |
| Morosini 14’ | Marcatori | 16’ (rig.) De Angelis 38’ 73’ Sassano |

| Arbitro: | Valiante (Nocera Inferiore) |

|                             |           |                      |
| Gallozzi 30’ Pagliarini 33’ | Marcatori | 5’ (rig.) Biancolino |

| Arbitro: | Amabile (Vicenza) |

|                                       |           |  |
| Romanò 8’ Fofana 9’ Rubino 42’ (rig.) | Marcatori |  |

| Arbitro: | Mantelli (Brescia) |

|  |           |                                 |
|  | Marcatori | 34’ Romero 42’ (rig.) Cittadino |

### Sedicesimi di finale
Si disputano in gara unica tra il 22 e il 29 ottobre 2014.
| Squadra 1      | Risultato       | Squadra 2         |
| -------------- | --------------- | ----------------- |
| Alessandria    | 5 - 1           | Pavia             |
| Como           | 2 - 0           | Novara            |
| Monza          | 1 - 1 (3-4 dtr) | AlbinoLeffe       |
| Cremonese      | 0 - 1           | Renate            |
| Feralpisalò    | 1 - 0           | Lumezzane         |
| Bassano Virtus | 1 - 0           | Mantova           |
| SPAL           | 1 - 0           | Venezia           |
| Prato          | 1 - 1 (4-3 dtr) | Pistoiese         |
| Pisa           | 4 - 0           | Torres            |
| Pontedera      | 2 - 0           | L'Aquila          |
| Teramo         | 1 - 3           | Ascoli            |
| Casertana      | 2 - 1           | Benevento         |
| Lecce          | 1 - 1 (3-4 dtr) | Matera            |
| Juve Stabia    | 3 - 2           | Ischia Isolaverde |
| Salernitana    | 2 - 0           | Messina           |
| Cosenza        | 0 - 0 (4-2 dtr) | Reggina           |

| Arbitro: | Giua (Pisa) |

|                                                   |           |                |
| Taddei 4’, 16’ Sirri 44’ Scotto 45’ Valentini 82’ | Marcatori | 15’ Falconieri |

| Arbitro: | Pietropaolo (Modena) |

|              |           |  |
| Munarini 62’ | Marcatori |  |

| Arbitro: | Amoroso (Paola) |

|                             |           |             |
| Mancino 23’ (rig.) Idda 30’ | Marcatori | 84’ Lucioni |

| Arbitro: | Perrotti (Legnano) |

|                       |           |  |
| Ganz 39’ Scapuzzi 55’ | Marcatori |  |

| Arbitro: | Boggi (Salerno) |

|                                            |                      |                                  |
| Alessandro Tortolano Ciancio Fornito Corsi | Tiri di rigore 4 – 2 | Armellino Rizzo Maita Di Lorenzo |

| Arbitro: | Mantelli (Brescia) |

|  |           |            |
|  | Marcatori | 8’ Rovelli |

| Arbitro: | Andreini (Forlì) |

|           |           |  |
| Zerbo 60’ | Marcatori |  |

| Arbitro: | Mastrodonato (Molfetta) |

|                               |           |                      |
| Caserta 27’ Nicastro 38’, 90’ | Marcatori | 11’ Conte 15’ Maione |

| Arbitro: | Luciano (Lamezia Terme) |

|                                               |                      |                                          |
| Doumbia 63’                                   | Marcatori            | 60’ Di Noia                              |
| Della Rocca Sacilotto Lepore D'Ambrosio López | Tiri di rigore 3 – 4 | Longo Coletti Bernardi Pagliarini Faísca |

| Arbitro: | Schirru (Nichelino) |

|                                      |                      |                                          |
| Virdis 69’ (rig.)                    | Marcatori            | 19’ Pesenti                              |
| Virdis Burrai Bollini Beduschi Zullo | Tiri di rigore 3 – 4 | Allievi Girasole Taugourdeau Geroni Gira |

| Arbitro: | Dionisi (L'Aquila) |

|                                  |           |  |
| Frediani 4’, 29’ Stanco 10’, 80’ | Marcatori |  |

| Arbitro: | Viotti (Tivoli) |

|                         |           |  |
| Galli 77’ Cesaretti 87’ | Marcatori |  |

| Arbitro: | Baldicchi (Città di Castello) |

|                                           |                      |                                               |
| Ogunseye 43’                              | Marcatori            | 88’ Coulibaly                                 |
| Rubino Bandini Dametto Gabbianelli Fofana | Tiri di rigore 4 – 3 | Mungo Frascatore Coulibaly Piscitella Di Bari |

| Arbitro: | Fourneau (Roma 1) |

|                              |           |  |
| Calil 74’ (rig.) Colombo 78’ | Marcatori |  |

| Arbitro: | Bischisecchi (Livorno) |

|           |           |  |
| Atzori 9’ | Marcatori |  |

| Arbitro: | Fiorini (Frosinone) |

|              |           |                                |
| Lapadula 76’ | Marcatori | 12’ Giovannini 24’, 26’ Bangal |

### Ottavi di finale
Si disputano in gara unica tra il 26 novembre e il 3 dicembre 2014.
| Squadra 1   | Risultato       | Squadra 2      |
| ----------- | --------------- | -------------- |
| Como        | 4 - 0           | Alessandria    |
| AlbinoLeffe | 3 - 3 (4-5 dtr) | Renate         |
| Feralpisalò | 2 - 2 (2-3 dtr) | Bassano Virtus |
| SPAL        | 3 - 2 (dts)     | Prato          |
| Pontedera   | 3 - 1           | Pisa           |
| Casertana   | 4 - 0           | Ascoli         |
| Juve Stabia | 2 - 2 (4-2 dtr) | Matera         |
| Cosenza     | 1 - 0           | Salernitana    |

| Arbitro: | Rossi (Rovigo) |

|                                              |           |  |
| Defendi 15’ Ganz 29’ (rig.), 33’ Cortesi 60’ | Marcatori |  |

| Arbitro: | Mei (Pesaro) |

|                                         |                      |                                             |
| Aurelio 55’ Girasole 59’ Vorobjovs 109’ | Marcatori            | 25’, 56’ Rovelli 100’ (rig.) Mantovani      |
| Salvi Vorobjovs Personè Geroni Aurelio  | Tiri di rigore 4 – 5 | Florian Mantovani Gavazzi Muchetti Chimenti |

| Arbitro: | Proietti (Terni) |

|                                                 |                      |                                     |
| Carboni 4’ Abbruscato 7’                        | Marcatori            | 2’ Tonon 38’ Munarini               |
| Abbruscato Cittadino Bracaletti Carboni Pinardi | Tiri di rigore 2 – 3 | Pietribasi Cenetti Cortesi Cattaneo |

| Arbitro: | Perotti (Legnano) |

|                                                      |           |                         |
| Gentile 9’ (rig.) Di Quinzio 54’ Veratti 115’ (rig.) | Marcatori | 79’ Pasa 90+4’ Fanucchi |

| Arbitro: | Prontera (Bologna) |

|                                             |           |              |
| Luperini 50’ Della Latta 72’ Bartolomei 77’ | Marcatori | 32’ Giovinco |

| Arbitro: | Balice (Termoli) |

|                                             |           |  |
| Cruciani 2’ Mancino 47’, 52’ Alessandro 73’ | Marcatori |  |

| Arbitro: | Catona (Reggio Calabria) |

|                                     |                      |                                   |
| Lepiller 13’ Caserta 42’            | Marcatori            | 11’ Giacomini 28’ (rig.) Coletti  |
| Gomez Bombagi Vella Liotti Nicastro | Tiri di rigore 4 – 2 | D'Aiello Guerra Turchetta Coletti |

| Arbitro: | Guarino (Caltanissetta) |

|                       |           |  |
| De Angelis 59’ (rig.) | Marcatori |  |

### Quarti di finale
Si disputano in gara unica tra il 28 gennaio 2015.
| Squadra 1   | Risultato       | Squadra 2      |
| ----------- | --------------- | -------------- |
| Como        | 2 - 0           | Renate         |
| SPAL        | 2 - 0           | Bassano Virtus |
| Pontedera   | 1 - 1 (3-1 dtr) | Casertana      |
| Juve Stabia | 0 - 1           | Cosenza        |

| Arbitro: | Candeo (Este) |

|                           |           |  |
| De Sousa 81’ Casoli 90+3’ | Marcatori |  |

| Arbitro: | Balice (Termoli) |

|                            |           |  |
| Veratti 12’ Gasparetto 45’ | Marcatori |  |

| Arbitro: | Rasia (Bassano del Grappa) |

|                                       |                      |                           |
| Luperini 53’                          | Marcatori            | 32’ Carrus                |
| Libertazzi Bartolomei Cesaretti Galli | Tiri di rigore 3 – 1 | Mattera Carrus Cissé Tito |

| Arbitro: | Ranaldi (Tivoli) |

|  |           |                |
|  | Marcatori | 76’ De Angelis |

### Semifinali
Si disputano tra l'11 (le gare di andata) e il 25 febbraio 2015 (le gare di ritorno).
| Squadra 1 | Totale | Squadra 2 | Andata | Ritorno |
| --------- | ------ | --------- | ------ | ------- |
| SPAL      | 0 - 2  | Como      | 0 - 2  | 0 - 0   |
| Cosenza   | 2 - 1  | Pontedera | 1 - 0  | 1 - 1   |

#### Andata
| Arbitro: | Mainardi (Bergamo) |

|  |           |                            |
|  | Marcatori | 17’ Scapuzzi 65’ Cristiani |

| Arbitro: | Martinelli (Roma 2) |

|            |           |  |
| Criaco 65’ | Marcatori |  |

#### Ritorno
| Como 25 febbraio 2015, ore 15:00 CET | Como        | 0 – 0 | SPAL | Stadio Giuseppe Sinigaglia\| Arbitro: \| Giua (Pisa) \| |
| Arbitro:                             | Giua (Pisa) |       |      |                                                         |

| Arbitro: | Caso (Verona) |

|                |           |          |
| Libertazzi 17’ | Marcatori | 40’ Cori |

### Finale
La finale sarà disputata in gara doppia: 8 (andata) e 22 aprile (ritorno).
| Squadra 1 | Totale | Squadra 2 | Andata | Ritorno |
| --------- | ------ | --------- | ------ | ------- |
| Como      | 1 - 5  | Cosenza   | 1 - 4  | 0 - 1   |

#### Andata
| Arbitro: | Piccinini (Forlì) |

|             |           |                                                        |
| Le Noci 69’ | Marcatori | 24’ Criaco 26’ De Angelis 57’ Statella 90+2’ Calderini |

#### Ritorno
| Arbitro: | Di Ruberto (Nocera Inferiore) |

|             |           |  |
| Ciancio 33’ | Marcatori |  |

## Statistiche

### Individuali

#### Classifica marcatori
Aggiornati al 22 aprile 2015 
| Gol | Rigori |  | Giocatore           | Squadra      |
| --- | ------ |  | ------------------- | ------------ |
| 4   | 2      |  | Gianluca De Angelis | Cosenza      |
| 3   |        |  | Salvatore Bruno     | Real Vicenza |
| 3   | 1      |  | Simone Andrea Ganz  | Como         |
| 3   |        |  | Luca Rovelli        | Renate       |
| 3   | 1      |  | Gerardo Rubino      | Torres       |
| 2   |        |  | Fabio Caserta       | Juve Stabia  |
| 2   |        |  | Francesco Nicastro  | Juve Stabia  |
| 2   |        |  | Faisal Bangal       | Ascoli       |
| 2   |        |  | Mirko Carretta      | Martina      |
| 2   |        |  | Corrado Colombo     | Tuttocuoio   |
| 2   | 1      |  | Roberto Floriano    | Barletta     |
| 2   |        |  | Marco Frediani      | Pisa         |
| 2   |        |  | Pasquale Maiorino   | Torres       |
| 2   |        |  | Andrea Mengoni      | Ascoli       |
| 2   |        |  | Julien Rantier      | Alessandria  |
| 2   |        |  | Nicholas Siega      | Reggiana     |
| 2   |        |  | Pierantonio Sassano | Cosenza      |
| 2   |        |  | Francesco Stanco    | Pisa         |
| 2   |        |  | Riccardo Taddei     | Alessandria  |
| 2   |        |  | Giovanni Terrani    | Pro Patria   |
| 2   |        |  | Luca Scapuzzi       | Como         |
| 2   |        |  | Alberto Libertazzi  | Pontedera    |
| 2   |        |  | Marco Criaco        | Cosenza      |
| 2   |        |  | Simone Ciancio      | Cosenza      |